# Горнар
Горнар (нід. Hoornaar) — місто в нідерландській провінції Південна Голландія. Входить до муніципалітету Моленланден. Його населення станом на 2007 рік складало 1655 осіб.
До 1986 року мало статус окремого муніципалітету.